# Volcán Cumbal
El volcán Cumbal o Nevado de Cumbal es un estratovolcán ubicado en el municipio de Cumbal, 79 km al suroccidente de la ciudad de Pasto. Con una altitud de 4764 m s. n. m., es el punto más alto del departamento de Nariño. El volcán presenta actividad fumarólica en su cima, sin embargo no ha presentado ninguna actividad de importancia desde la década de 1930.
Históricamente se han explotado azufre y hielo de la montaña. El azufre se extraía de sus fumarolas y cráter usando métodos tradicionales de minería. Los campesinos e indígenas también explotan el hielo, que cubre su cima, para ofrecerlo en el mercado de Ipiales, sin embargo, su sobreexplotación causó la extinción del glaciar que cubría la cima del volcán. Actualmente los campesinos del lugar todavía bajan la nieve y la ofrecen a vendedores artesanales de helados, quienes fabrican con esta helados de paila y chupones, preparaciones tradicionales con presuntos efectos medicinales. El volcán fue, en 2002, el sitio del accidente del Vuelo 120 de TAME.

## Complejo volcánico Cumbal
El complejo volcánico Cumbal posee una forma elongada en dirección NE-SO (17 y 12 km de diámetro mayor) como resultado de la superposición parcial de los dos conos contiguos que la conforman: Mundo Nuevo, con un cráter de 200 m de diámetro mayor, y La Plazuela, un cráter de 600 m de diámetro. La cima volcánica se encuentra en el cono La Plazuela, y sus faldas son drenadas por afluentes de los ríos Guáitara y Güiza, los cuales entregan sus aguas al Pacífico por medio de los ríos Patía y Mira, respectivamente. El 10 de julio de 2012, el Servicio Geológico Colombiano cambió el nivel de actividad del volcán, de verde a amarillo, motivado en cambios de comportamiento del edificio volcánico, situación que aún persiste.
A sus pies se encuentra la laguna de Cumbal.

## Geología
Este complejo se desarrolló sobre productos volcánicos de fases anteriores iniciadas hace aproximadamente 5,1 ± 0,4 millones de años, asociadas a la formación de la caldera Colimba. Su actividad ha sido predominantemente efusiva, generando extensas coladas de lava de hasta 9 km de longitud. También se han identificado depósitos piroclásticos, como flujos de escoria y proyectiles balísticos, aunque en menor proporción. 
Las dataciones disponibles indican una edad de aproximadamente 200.000 años para las lavas más recientes y de unos 3.800 años para depósitos de oleadas piroclásticas. Estudios petrográficos y geoquímicos sugieren que ambos volcanes comparten una cámara magmática común, en la cual se producen procesos de diferenciación magmática. 

### Geomorfología
El Complejo Volcánico Cumbal presenta dos estructuras volcánicas principales: el Cumbal Antiguo, formado en el Terciario Superior (Plioceno), actualmente en estado caldérico y parcialmente ocupado por la Laguna de La Bolsa; y el Cumbal Moderno, cuya formación ocurrió en tres fases principales desde hace aproximadamente 194.000 años hasta épocas recientes (15.000 años AP).
Presenta una morfología compleja resultado de la superposición de eventos volcánicos, glaciares y tectónicos. Su estructura elongada en dirección noreste-suroeste está controlada por sistemas de fallas regionales, entre ellas la Falla de Buesaco-Aranda, asociada a la convergencia entre las placas tectónicas de Nazca y Suramericana.
El edificio volcánico está compuesto por dos principales estratovolcanes: La Plazuela y Mundo Nuevo, con cráteres de aproximadamente 600 m y 200 m de diámetro, respectivamente. En torno a ellos se identifican diversas unidades geomorfológicas, como flancos escarpados, domos de lava y geoformas estructurales que reflejan una historia eruptiva variada.
La interacción histórica entre procesos volcánicos explosivos y glaciares del Pleistoceno ha dado lugar a una geomorfología compleja, con extensos flujos de lava en la parte superior del volcán y geoformas como valles glaciares, circos, morrenas, y depósitos volcánicos que en algunos casos han sepultado parcialmente las formas glaciares heredadas. Destacan especialmente los valles glaciares definidos, semi-sepultados y sepultados, producto de procesos combinados de erosión glaciar y depositación volcánica.

## Actividad volcánica y procesos actuales
El complejo volcánico Cumba, ha generado una variedad de productos volcánicos, como flujos de lava, flujos piroclásticos y depósitos de avalanchas. Actualmente, su actividad está limitada a manifestaciones secundarias como fumarolas, emisiones de gases y actividad sísmica leve, bajo vigilancia del Servicio Geológico Colombiano.
Estas características convierten al Volcán Cumbal en un escenario importante para el estudio de la interacción entre procesos volcánicos, tectónicos y climáticos, así como para la evaluación de amenazas naturales en zonas de alta montaña andina.
El volcán Cumbal presenta antecedentes de actividad fumarólica desde el siglo XIX, reportada por el explorador Alexander von Humboldt en 1800. Esta actividad fue representada en ilustraciones realizadas en 1853 y nuevamente en 1927 por el geólogo alemán Friedlaender. 
Existen reportes de actividad eruptiva en diciembre de 1877, aunque sin descripciones precisas, a pesar de que la región ya estaba habitada en esa época. También se mencionan explosiones ocurridas entre el 20 y el 21 de diciembre de 1926. Sin embargo, algunos autores sugieren que estos relatos pueden estar relacionados con el terremoto de 1923 que destruyó el municipio de Cumbal, erróneamente atribuido a una erupción volcánica. 

## Glaciares
La historia glaciar del Volcán Cumbal está asociada con los periodos fríos del Pleistoceno, siendo especialmente significativa hace 35.000 años , cuando alcanzó su máxima extensión glacial (pleniglacial). Estos glaciares generaron procesos intensos de abrasión, excavando valles desde los 3.800 m.s.n.m. Además, formaron depósitos de morrenas laterales, mediales y terminales, muchos de los cuales hoy aparecen parcial o totalmente sepultados por productos volcánicos recientes, incluyendo flujos lávicos cordados y depósitos piroclásticos.
Actualmente se identifican tres estados de conservación glaciar: valles bien conservados con morrenas definidas, valles semi-sepultados sin morrenas laterales claras, y valles completamente sepultados, cuya existencia se infiere únicamente por depósitos morrénicos de fondo. Estos rasgos glaciares ofrecen valiosas pistas sobre la dinámica pasada del hielo y su interacción con el vulcanismo reciente en la zona.
En tiempos históricos más recientes, se tiene evidencia de que el Cumbal mantuvo cobertura de nieve o firn a comienzos del siglo XX, y que sus glaciares persistieron hasta aproximadamente 1985, cuando desaparecieron como resultado del cambio climático.
Actualmente, el Cumbal ya no presenta glaciares activos y no es considerado un nevado, aunque persisten registros fotográficos y testimonios que evidencian la presencia de masas de hielo en décadas pasadas. Esta pérdida forma parte del retroceso generalizado de los glaciares tropicales andinos.